# Episodi di Alice (seconda stagione)
La seconda stagione della serie televisiva Alice è stata trasmessa negli Stati Uniti dal 2 ottobre 1977 al 9 aprile 1978, posizionandosi all'8º posto nei rating Nielsen di fine anno con il 23,2% di penetrazione e con una media pari a quasi 17 milioni di spettatori.
| nº | Titolo originale                   | Titolo italiano | Prima TV USA     | Prima TV Italia |
| -- | ---------------------------------- | --------------- | ---------------- | --------------- |
| 1  | The Second Time 'Round             |                 | 2 ottobre 1977   |                 |
| 2  | The Indian Taker                   |                 | 9 ottobre 1977   |                 |
| 3  | 86 the Waitresses                  |                 | 23 ottobre 1977  |                 |
| 4  | Alice by Moonlight                 |                 | 30 ottobre 1977  |                 |
| 5  | Single Belles                      |                 | 6 novembre 1977  |                 |
| 6  | The Sixty Minutes Man              |                 | 13 novembre 1977 |                 |
| 7  | That Old Back Magic                |                 | 4 dicembre 1977  |                 |
| 8  | Love Is Sweeping the Counter       |                 | 11 dicembre 1977 |                 |
| 9  | Love Is Sweeping the Counter       |                 | 18 dicembre 1977 |                 |
| 10 | Oh! George Burns                   |                 | 1 gennaio 1978   |                 |
| 11 | The Eyes of Texas                  |                 | 8 gennaio 1978   |                 |
| 12 | Love Is a Free Throw               |                 | 15 gennaio 1978  |                 |
| 13 | Close Encounters of the Worst Kind |                 | 22 gennaio 1978  |                 |
| 14 | The Pharmacist                     |                 | 29 gennaio 1978  |                 |
| 15 | Love Me, Love My Horse             |                 | 5 febbraio 1978  |                 |
| 16 | The Reporter                       |                 | 12 febbraio 1978 |                 |
| 17 | Florence of Arabia                 |                 | 19 febbraio 1978 |                 |
| 18 | The Cuban Connection               |                 | 26 febbraio 1978 |                 |
| 19 | Mel's Big Five-0                   |                 | 5 marzo 1978     |                 |
| 20 | Don't Lock Now                     |                 | 12 marzo 1978    |                 |
| 21 | The Star in the Storeroom          |                 | 19 marzo 1978    |                 |
| 22 | The Bus                            |                 | 26 marzo 1978    |                 |
| 23 | Mel's Recession                    |                 | 2 aprile 1978    |                 |
| 24 | Earthquake                         |                 | 9 aprile 1978    |                 |